# میکله پیچیریلو (باستان‌شناس)
میکله پیچیریلو (به ایتالیایی: Michele Piccirillo) (۱۹۴۴-۲۰۰۸) کشیشی فرانسیسکن و متخصص باستان‌شناسی بیزانسی بود. او به دلیل پیشبرد مطالعات باستان‌شناسی صدر بیزانس و خصوصاً مطالعهٔ موزائیک‌ها در اردن، فلسطین و سوریه دارای اعتبار است.
1. ↑  «Obituary: Fr Michele Piccirillo: Priest and expert in Byzantine archaeology». ۲۰۲۲-۰۵-۱۴. بایگانی‌شده از اصلی در ۱۴ مه ۲۰۲۲. دریافت‌شده در ۳۰ مه ۲۰۲۴.